# Coccymys albidens
Coccymys albidens es una especie de roedor de la familia Muridae.

## Distribución geográfica
La especie solo está presente en Nueva Guinea Occidental (Indonesia), concretamente en los Montes Maoke, de donde es autóctona.

## Hábitat
Su hábitat natural son el clima tropical o subtropical, los bosques áridos y las praderas. Suele hallarse a altitudes superiores a los 2800 m.